# Rozkaz dzienny z 6 czerwca 1944 roku

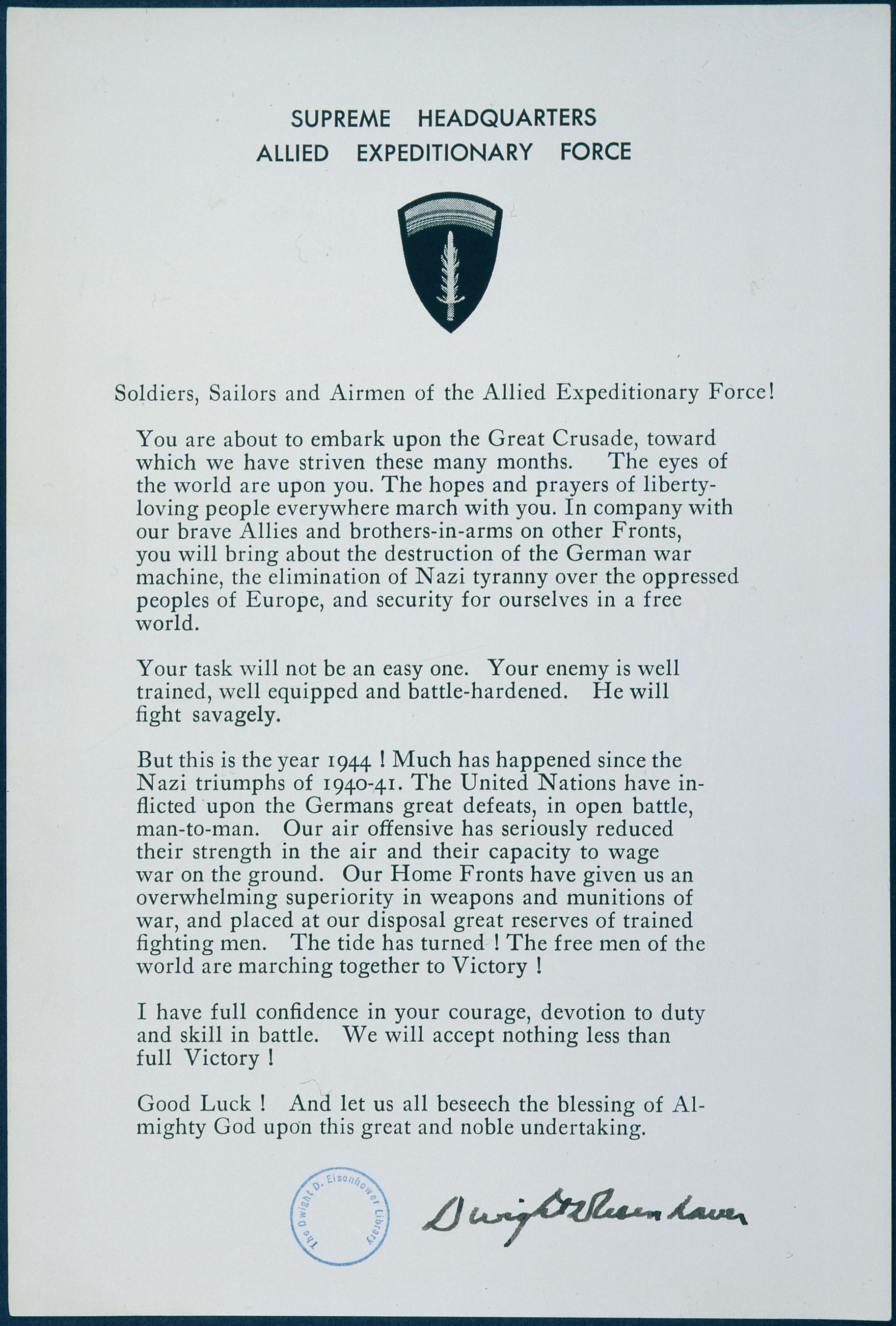
Rozkaz dzienny generała Dwighta Eisenhowera z 6 czerwca 1944 roku

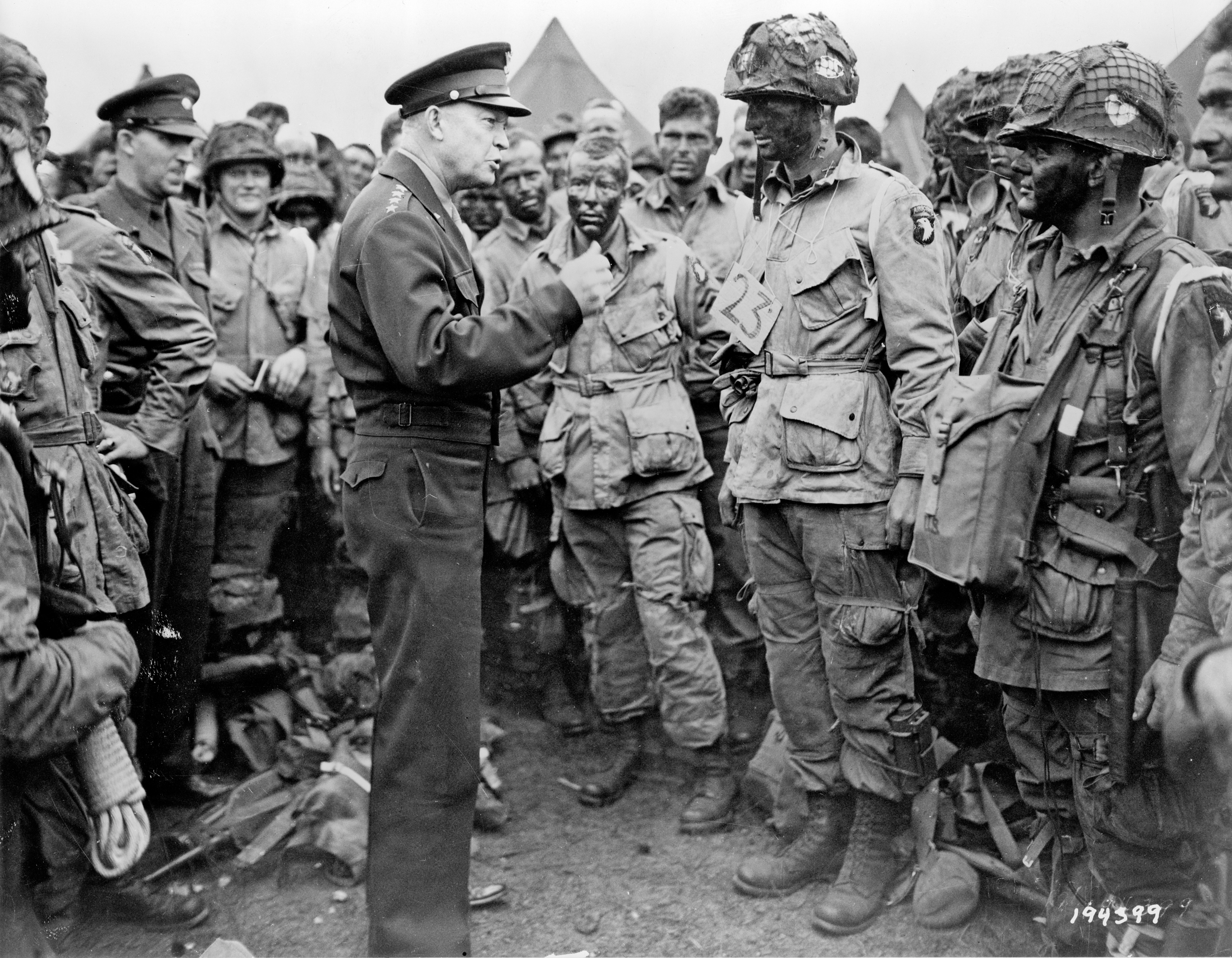
Eisenhower rozmawia z porucznikiem Wallace’em C. Strobelem (23) i żołnierzami kompanii E 2. batalionu 502 Pułku Piechoty Spadochronowej przed ich wylotem na operację Albany, 5 czerwca 1944 roku

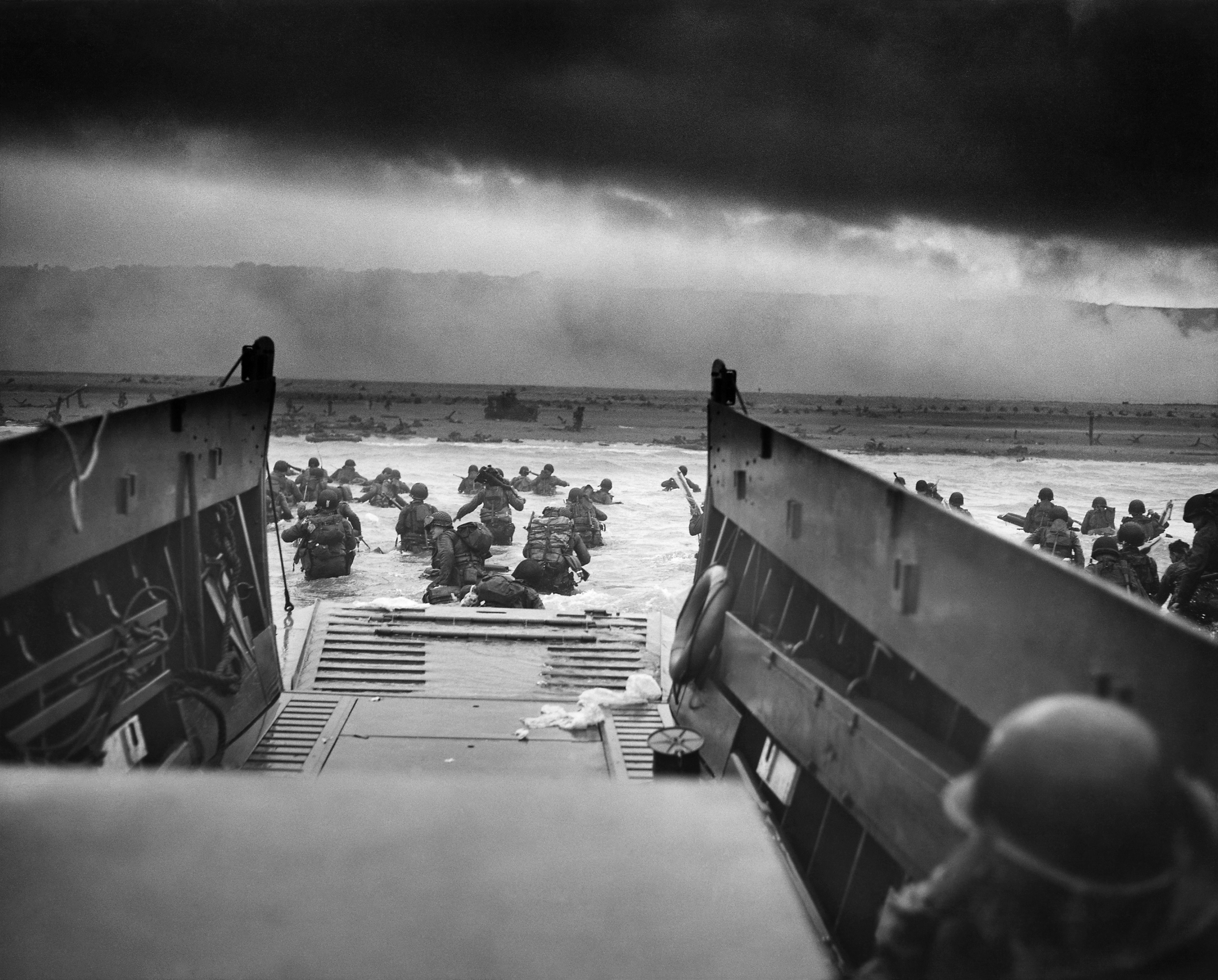
Desant na plaży „Omaha” 6 czerwca 1944 roku

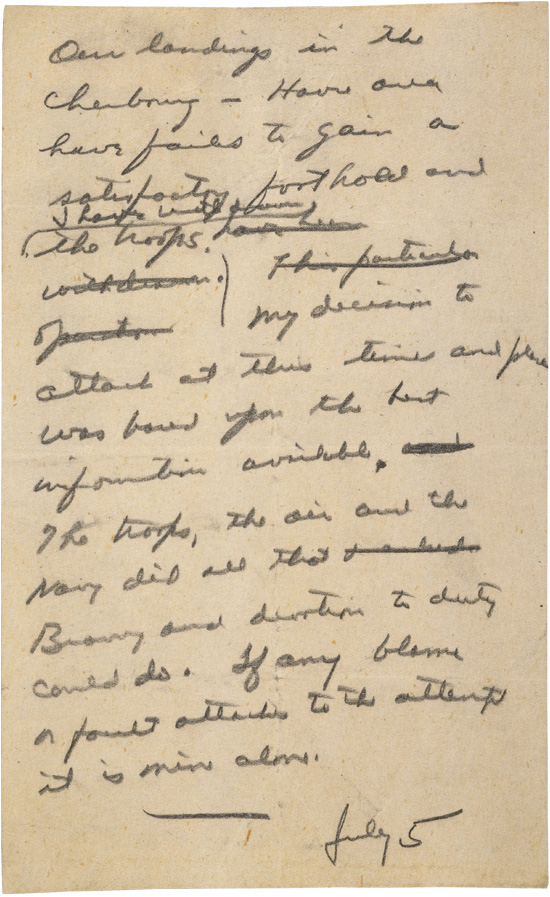
Wiadomość napisana przez Eisenhowera z błędną datą 5 lipca, na wypadek odparcia inwazji

Rozkaz dzienny z 6 czerwca 1944 roku został wydany przez Naczelnego Dowódcę Alianckich Sił Ekspedycyjnych (SHAEF) generała Dwighta Eisenhowera, dla sił alianckich w przeddzień D-Day, pierwszego dnia lądowania w Normandii. Przesłanie miało na celu wywarcie na żołnierzach znaczenia ich misji, którą Eisenhower nazwał „Wielką Krucjatą”. Eisenhower przygotowywał projekt rozkazu od lutego 1944 roku i 28 maja nagrał wersję radiową, która została wyemitowana w brytyjskich i amerykańskich rozgłośniach radiowych pierwszego dnia inwazji.

## Informacje Podstawowe
Inwazja na Normandię i cała operacja Overlord były znaczącym momentem II wojny światowej, bowiem brytyjskie, amerykańskie i kanadyjskie alianckie siły ekspedycyjne wylądowały w północnej Francji 6 czerwca 1944 roku (D-Day), aby rozpocząć wyzwalanie Europy Zachodniej spod niemieckiej okupacji. W Anglii zgromadzono ponad milion żołnierzy pod dowództwem Naczelnego Dowódcy Alianckich Sił Ekspedycyjnych, generała Dwighta Eisenhowera. Lądowanie w Normandii było największą operacją desantową, jaką kiedykolwiek przeprowadzono, podczas której ponad 166 000 żołnierzy przekroczyło kanał La Manche do Normandii. W ramach planowania Eisenhower zaczął przygotowywać rozkaz dzienny, który miał zostać rozdany żołnierzom biorącym udział w inwazji.

## Rozkaz
Rozkaz skierowany jest do „żołnierzy, marynarzy i lotników Alianckich Sił Ekspedycyjnych... którzy mają wyruszyć na Wielką Krucjatę”. Przypomina mężczyznom, że „oczy świata są zwrócone na was” i że „nadzieje i modlitwy ludzi miłujących wolność wszędzie maszerują z wami”, wraz z naszymi dzielnymi sojusznikami walczącymi z Niemcami na innych frontach. Eisenhower ostrzega żołnierzy, że oczekuje się, że wróg będzie „walczył zaciekle”, ale „Narody Zjednoczone” pokonały armie niemieckie w innych miejscach i że ofensywa powietrzna aliantów wyrządziła ogromne szkody; zauważa także wyższość aliantów pod względem ludzi, broni i amunicji. Na zakończenie prosi swoich żołnierzy o modlitwę, aby Bóg pobłogosławił „to wielkie i szlachetne przedsięwzięcie”.
We wcześniejszej wersji rozkazu użyto prostszego języka, zastępując „Wielką Krucjatę” słowami „wielkim przedsięwzięciem” i pomijając wzmiankę o „ludziach miłujących wolność”. Eisenhower zmienił także rozmieszczenie fraz w kolejności: przeniósł „oczy świata” i „ludzi miłujących wolność” z końca przemówienia na początek oraz „maszerują z wami”, gdzie w oryginale było „idą z wami”. Eisenhower zastąpił również „możecie oczekiwać, że będzie walczył zaciekle” na „będzie walczył zaciekle”, a pierwotne zdanie końcowe „możemy i wygramy” zostało zmienione na „nie zaakceptujemy niczego innego jak pełnego zwycięstwa!”, z dodanym wykrzyknikiem.
W przeddzień D-Day (5 czerwca 1944 roku) rozkaz został rozesłany w formie drukowanej ulotki do 175 000 członków sił alianckich. Rozkaz miał na celu wywarcie na nich wrażenia, jak ważna jest misja, której mieli się podjąć. W czasie inwazji rozkaz Eisenhowera był szeroko rozpowszechniany poza siłami zbrojnymi – został odczytany 50 000 ludzi zgromadzonych w nowojorskim Central Parku wieczorem 6 czerwca – i od tego czasu jest reprodukowany w książkach i filmach o II wojnie światowej. Sam Eisenhower zaadaptował wers „Wielka Krucjata” do tytułu swojej książki Crusade in Europe z 1948 roku, o wojennej krucjacie w Europie.

## Wersja radiowa
Dwight Eisenhower nagrał wersję radiową 28 maja, kiedy to inwazja planowana była na 31 maja lub 1 czerwca (zła pogoda opóźniła lądowanie do 6 czerwca). Nagranie zostało opisane przez Timothy’ego Rivesa, zastępcę dyrektora Biblioteki Prezydenckiej, Muzeum i Domu Rodzinnego Dwighta D. Eisenhowera, jako „pewne siebie”, przy czym Eisenhower „przypomina aktora Clarka Gable’a”.
Wojska powietrznodesantowe Alianckich Sił Ekspedycyjnych wylądowały w Normandii około północy z 5 na 6 czerwca, ale oficjalne powiadomienie o inwazji zostało wstrzymane do czasu rozpoczęcia desantu morskiego. Zdarzenie to rozpoczęło się amerykańskim lądowaniem około godziny 6:30 czasu środkowoeuropejskiego letniego (CEST) i zostało potwierdzone w siedzibie SHAEF przez radiooperatora nadającego słowo kodowe TOPFLIGHT. Około godzinę później rozpoczęły się lądowania brytyjskie i kanadyjskie. Niemieckie stacje radiowe w Berlinie nadawały wiadomość o inwazji od godziny 6:33 CEST, ale amerykańskie media nie mogły tego potwierdzić i ostrzegały, że wiadomości mogą być fałszywe. 
W Wielkiej Brytanii pierwsze oficjalne potwierdzenie inwazji zostało wyemitowane w BBC przez Johna Snagge, który ogłosił, że armie alianckie rozpoczęły lądowanie „na północnym wybrzeżu Francji” o godzinie 9:32 brytyjskiego czasu letniego. Rzeczywista lokalizacja (Normandia) nie została podana. Rozkaz Eisenhowera, otrzymany na płycie przez kuriera wojskowego, został wkrótce potem nadany. Amerykańska transmisja rozkazu została nadana niemal jednocześnie o godzinie 3:32 czasu Eastern War Time, po oficjalnym powiadomieniu przez SHAEF agencji informacyjnych przez pułkownika Richarda Ernesta Dupuya.  Po rozkazie o godzinie 3:48 czasu Eastern War Time, nagrane zostały wiadomości od przywódców rządów Norwegii, Belgii i Holandii na uchodźstwie (w ich językach ojczystych i w języku angielskim), a następnie przemówienie Eisenhowera dotyczące narodów Europy Zachodniej. 

## Wiadomość o porażce
W obliczu opóźnień w ostatniej chwili spowodowanych pogodą oraz nieporozumień co do strategii i terminu Dwight Eisenhower napisał krótką wiadomość, która miała zostać wysłana w przypadku odparcia inwazji. Wiadomość została napisana ołówkiem w małym notesie po południu 5 czerwca, kiedy Eisenhower wydał tego ranka ostateczny rozkaz rozpoczęcia inwazji. Wyrwał kartkę z wiadomością i trzymał ją w portfelu. Eisenhower ponownie odkrył notatkę 11 lipca i pokazał ją swojemu doradcy Harry’emu C. Butcherowi, który przekonał Eisenhowera, aby zachował notatkę dla potomności; znajduje się ona obecnie w zbiorach biblioteki prezydenckiej. W notatce głównodowodzący SHAEF stwierdził, że całkowitą odpowiedzialność za nieudaną inwazję, ponosi tylko i wyłącznie on sam. W pośpiechu Eisenhower błędnie datował wiadomość na 5 lipca.